# 英尋

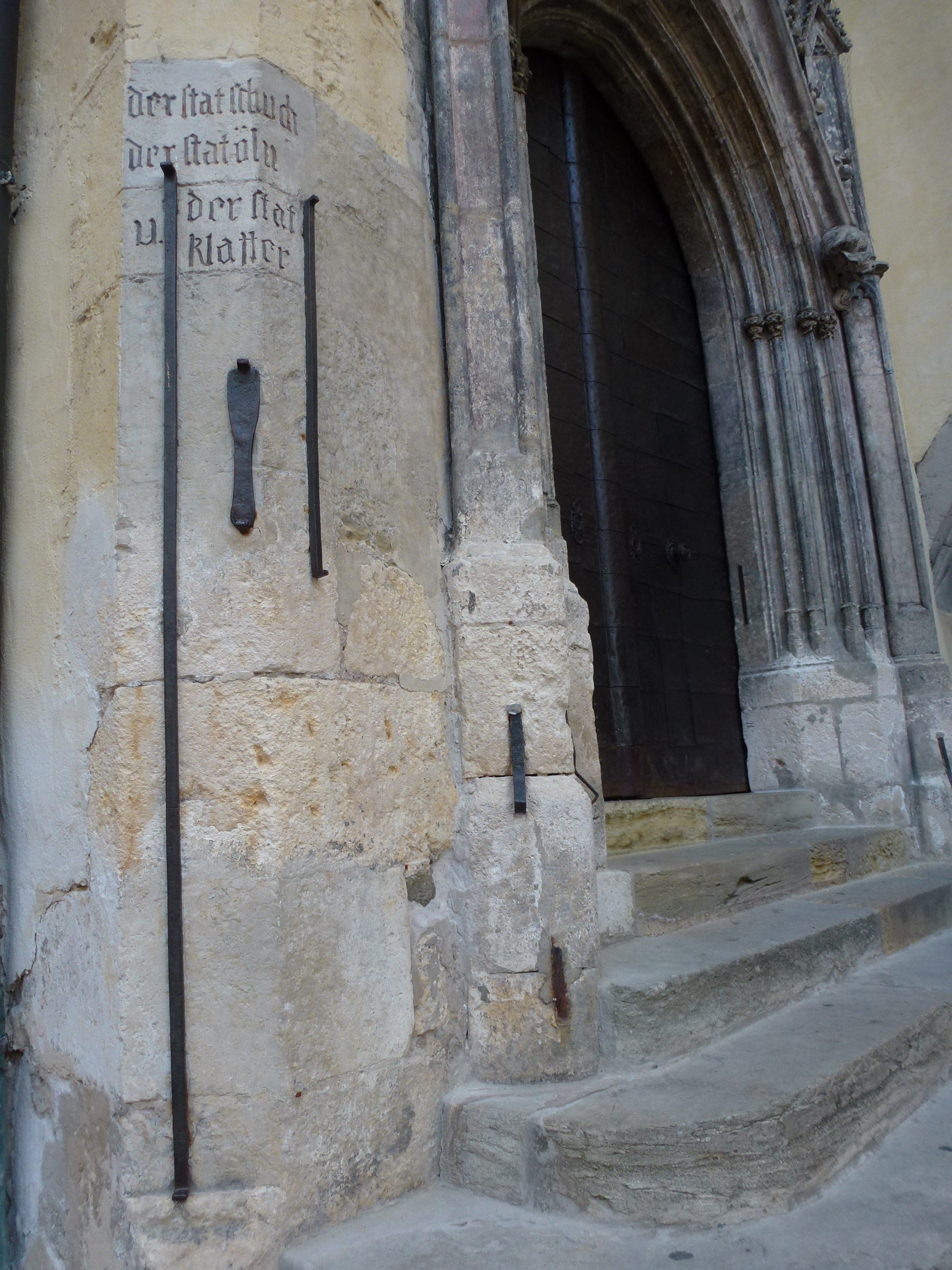
設置於雷根斯堡的標準量度單位：金屬棒（從左到右）是一英尋（Fathom）、一英尺（Foot）和一厄爾（Ell）。

英寻是一种英美长度单位，1英寻为6英尺，约合1.8288米；不属于国际单位制。英寻（英语：Fathom）来自古英语“Fæthm”，表示“伸展开的双臂”，因而一英寻也就是两臂之长。如今这个单位的使用被严格限制在海洋测量中，特别是使用准绳测量水体深度的情况下。从前英语国家的海图普遍使用“英寻”作为深度的单位，然而现在这种情况也在逐渐改变，甚至在美国也开始使用公制作为单位。